# Ethel Gilbert
Pour les articles homonymes, voir Gilbert.
Ethel S. Gilbert est une biostaticienne et universitaire américaine, experte des risques de cancers liés aux radiations. Elle est directrice de recherche à l'Institut américain du cancer de 1996 à 2016. 

## Biographie
Ethel Gilbert est diplômée de l'Oberlin College. Elle est titulaire d'un master de santé publique (MPH) et d'un doctorat en biostatistique qu'elle a obtenus à l'université du Michigan. 
Elle a travaillé durant plusieurs années au Pacific Northwest National Laboratory où elle mène des recherches sur les risques épidémiologiques encourus par les travailleurs du nucléaire. Elle passe une année à la Radiation Effects Research Foundation (en) à Hiroshima, au Japon, puis elle rejoint l'Institut américain du cancer en 1996, où elle est en activité jusqu'à sa retraite en 2016. Elle a également occupé un poste de professeure en biostatistique et biomathématique à l'université de Washington.
Ses recherches concernent les risques de cancer liés aux radiations, aussi bien pour les travailleurs des filières nucléaires, que pour les récidives de cancer chez les patients traités par rayons ou chimiothérapie.

## Prix et distinctions
Ethel Gilbert a remporté le prix Snedecor du Comité des présidents de sociétés statistiques (COPSS) en 1981 pour ses travaux sur l'évaluation des risques d'exposition professionnelle aux rayonnements ionisants publiés dans son article « The Assessment of Risks from Occupational Exposure to Ionizing radiation ». Elle est élue membre de la Société américaine de statistique en 1988.  
Elle obtient le  prix du National Institutes of Health en 2003., et le National Cancer Institute lui décerne son prix en 2015. En 2016, l'Académie royale des sciences de Suède lui a décerné sa médaille d'or pour la radioprotection,.